# Schefflera hypoleucoides
Schefflera hypoleucoides là một loài thực vật có hoa trong Họ Cuồng cuồng. Loài này được Harms miêu tả khoa học đầu tiên năm 1919.